# 巴甫利夫卡 (第聶伯羅區)
48°3′39″N 34°33′17″E / 48.06083°N 34.55472°E
巴甫利夫卡（烏克蘭語：Павлівка）是位於烏克蘭中部的村莊，由第聶伯羅彼得羅夫斯克州裡第聶伯羅區的新波克羅夫卡市鎮負責管轄。該村處於卡米舍瓦塔蘇拉河左岸，面積1.36平方公里，海拔高度85米，2001年人口544。